# Спульник (Великопольське воєводство)
Спульник (пол. Spólnik) — село в Польщі, у гміні Сомпольно Конінського повіту Великопольського воєводства.
У 1975-1998 роках село належало до Конінського воєводства.